# Myrmica collingwoodi
Myrmica collingwoodi (лат.) — вид мелких муравьёв рода Myrmica (подсемейство мирмицины). Эндемик Бутана.

## Распространение
Южная Азия: Бутан. Горы на высотах 2450—3100 м.

## Описание
Мелкие красновато-коричневые муравьи длиной около 5 мм с очень длинными шипиками заднегруди. Длина головы от 1,13 до 1,32 мм (ширина от 0,93 до 1,09 мм). Длина груди от 1,62 до 1,85 мм. Усики 12-члениковые, булава из 4 сегментов. На голове и боках груди многочисленные не очень грубые продольные бороздки (поверхность между бороздками на голове с очень мелкими пунктурами или блестящая). Скапус относительно длинный, почти достигает заднего края головы. Стебелёк между грудкой и брюшком состоит из двух члеников: петиолюса и постпетиолюса (последний четко отделен от брюшка), жало развито, куколки голые (без кокона). Петиоль с длинным передним стебельком, с тонкой скульптурой, или почти гладкий и блестящий. Брюшко гладкое и блестящее.

## Систематика
Близок к комплексу видов Myrmica boltoni-complex и видам группы Myrmica ritae-group. Вид был впервые описан в 1998 году мирмекологами Александром Радченко (Украина) и Грэхемом Элмсом (Великобритания) и назван в честь английского мирмеколога Cedric Collingwood, одного из первых исследователей муравьёв Гималайского региона.